# HD99298
HD99298 — хімічно пекулярна зоря спектрального класу
B7 й має видиму зоряну величину в смузі V приблизно  9,0.

## Пекулярний хімічний склад
Зоряна атмосфера HD99298 має підвищений вміст 
Si
.